# Hypogomphia
Hypogomphia es un género con tres especies de plantas con flores perteneciente a la familia Lamiaceae. Es originario del oeste y centro de Asia.

## Especies
- Hypogomphia bucharica
- Hypogomphia purpurea
- Hypogomphia turkestana